# فرنسيس قاي
فرنسيس قاي (بالإنجليزية: Francis Guy)‏ هو رسام أمريكي، ولد في 1760 في لندن في المملكة المتحدة، وتوفي في 1820 في بروكلين في الولايات المتحدة.